# دير النخاس
دير النخّاس، قرية فلسطينية مهجرة، تقع على بعد 20 كيلومترًا من مدينة الخليل، مبنية على قمة تل تمتد تحته طبقة كلسية قاسية. من الجائز أن يكون القسم الثاني من اسمها مشتقًا من كلمة ساميّة عامة تعني النحاس.
في أواخر القرن التاسع عشر، كانت القرية مشرفة على وادي بيت جبرين من الجهة الشمالية، تقع في الجهة الجنوبية من طريق الخليل-بيت جبرين- المجدل العام، وتصلها عدة طرق فرعية بالقرى المجاورة. في سنة 1596، كانت دير النخّاس قرية في ناحية الخليل (لواء القدس)، وكانت تؤدي الضرائب على عدد من الغلال كالقمح والشعير والزيتون، بالإضافة إلى عناصر أُخرى من الإنتاج كالماعز وخلايا النحل.
في عام 1944/1945، كان ما مجموعه 4,887 دونمًا مخصصًا للحبوب، و362 دونمًا مرويًا أو مستخدمًا للبساتين. وكان ينبت في الوعر المحيط بالقرية الغابات والأجمات والأعشاب البرية، وكانوا يستخدمون تلك المساحات مرعى للأغنام والماعز. بالإضافة لذلك، كانت دير النخّاس تقع في منطقة غنية بالمواقع الأثرية.
احتل اليهود قرية دير النحّاس، هجّروا سكانها ودمروها في تاريخ 29 تشرين الأول/ أكتوبر من عام 1948.

## احتلال القرية وتطهيرها عرقيًّا
احتُلّت القرية وقت احتلال بيت جبرين، في المرحلة الثالثة من عملية «يوآف». بعد أن أُنجز معظم العملية، تابعت بعض الوحدات الإسرائيلية تقدمها شرقاً في منطقة الخليل، احتلت دير النخّاس في 29 تشرين الأول/أكتوبر 1948. وفي اليوم نفسه، ارتكب الإسرائيليون مجزرة في قرية الدوايمة المجاورة. في سياق ذلك، يقول المؤرخ الإسرائيلي بيني موريس أنّ المجزرة عجّلت نزوح السكان الكثيف عن المنطقة المحيطة بقرية دير النخّاس.

## القرية اليوم
ما بقي من القرية سوى بضعة منازل مهجورة، وأنقاض منازل أُخرى. أحد المنازل المهجورة مبني بالأسمنت، وله نوافذ مستطيلة وسقف مسطح، وهو معلّم بكتابات عربية وقائم وسط الحشائش والأعشاب البرية الطويلة. أمّا الأراضي المحيطة فيستغلها المزارعون الإسرائيليون.

## المستعمرات الإسرائيلية على أراضي القرية
لا مستعمرات إسرائيلية على أراضي القرية. أمّا مستعمرة «نحوشا»، التي أُسست في سنة 1982 على أراضي خربة أم برج، فتقع على بعد نحو 3 كلم بخط مستقيم نحو الغرب.